# Joan Maler
Joan Maler (Perpinyà, 1486 - 1542?) va ser un advocat i cònsol de Perpinyà.
Era fill de Francesc Maler, notari i clavari de Perpinyà  i en continuà la carrera legal titulant-se batxiller en dret a Tolosa de Llenguadoc. El 1506 va ser votat rector de la universitat de Perpinyà, tot i la seva joventut i malgrat que encara no s'havia doctorat. Amb posterioritat al rectorat, presentà la tesi a la universitat de Bolonya. L'any 1515, i ja doctor en dret, formà part de la comissió que havia d'obrir els arxius de la Procuradoria reial i inventariar els llibres, escrits i objectes que havien estat d'Andreu Borga, lloctinent del Procurador i recentment traspassat. Era advocat fiscal del tribunal del Domini Reial l'any 1524, i el 1527 tenia el càrrec de cònsol de Perpinyà. El 1542 Francesc Vila-seca va ser nomenat diputat a les Corts de Montsó per la (recent?) defunció de Joan Maler, que devia ocupar el càrrec.